# Contea di Pemiscot
Pemiscot County è una contea del Missouri, USA. Il capoluogo è Caruthersville. La contea fu creata nel 1851.

## Geografia fisica
La contea copre un'area totale di 1327 km². 1277 km² di terre e 50 km² di acqua.

### Contee adiacenti
- Contea di New Madrid, Missouri (nord)
- Contea di Lake, Tennessee (nordest)
- Contea di Dyer, Tennessee (sudest)
- Contea di Mississippi, Arkansas (sud)
- Contea di Dunklin, Missouri (ovest)

### Maggiori strade
- U.S. Route 412
- Interstate 55

## Società

### Evoluzione demografica
Al censimento del 2000 contava 20 047 abitanti (5317 famiglie) e 8 793 unità abitative (18 per km²). La componente etnica era per il 71.76% caucasici, 26.23% afroamericani, 1.57% ispanici, 0.25% nativi americani, 0.27% asiatici.
Il 30.00% della popolazione era sotto i 18 anni, il 14.90% sopra i 65 anni.
Il reddito procapite si attesta sui 12968 dollari. Il 30.40% della popolazione è sotto la soglia di povertà.

## Città e paesi
- Braggadocio
- Bragg City
- Caruthersville
- Cooter
- Deering
- Gobler

- Hayti
- Hayti Heights
- Hayward
- Holland
- Homestown
- North Wardell

- Pascola
- Peach Orchard
- Steele
- Wardell